# Федотово (Ржевский район)
Федотово — деревня в Ржевском районе Тверской области. Входит в состав сельского поселения «Хорошево».

## География
Находится в южной части Тверской области на расстоянии приблизительно 11 км по прямой на запад-северо-запад от вокзала станции Ржев-Балтийский.

## История
Деревня была отмечена еще на карте Менде (состояние местности на 1848 год). В 1859 году здесь (сельцо Ржевского уезда Тверской губернии) был учтен 1 двор, в 1939—6.

## Население
Численность населения: 46 человек (1859 год), 4 (русские 75 %) в 2002 году, 1 в 2010.